# Charming Hostess
Charming Hostess ist eine US-amerikanische Band, deren Ursprünge im Umfeld der experimentellen Rockmusikszene in Oakland liegen.
Die jetzige Formation mit drei Sängerinnen ging 2002 aus der Charming Hostess Big Band hervor. In dieser Zusammensetzung wurden bei Auftritten geschlechtsspezifische Konventionen karikiert – die weiblichen Mitglieder traten oft mit angeklebten Bärten auf, während die männlichen Mitglieder Röcke trugen. Die Musik basiert hauptsächlich auf traditionellen Gesängen aus Osteuropa und Nordafrika, die mit amerikanischem Folk, Doo Wop, Rock und Klezmer gemischt wurden.

## Diskografie
- 1998: Eat (Vaccination)
- 2002: Trilectic (Tzadik Records)
- 2004: Sarajevo Blues (Tzadik Records)
- 2005: Punch (ReR)
- 2010: The Bowls Project (Tzadik Records)
- 2022: The Ginzburg Geography (Tzadik Records)
- 2024: Feast (! a N G R r !)